# Hypobathrum parviflorum
Hypobathrum parviflorum är en måreväxtart som beskrevs av Friedrich Anton Wilhelm Miquel. Hypobathrum parviflorum ingår i släktet Hypobathrum och familjen måreväxter.
Artens utbredningsområde är Java. Inga underarter finns listade i Catalogue of Life.